# Kirsty Coventry
Kirsty Leigh Coventry, född den 16 september 1983 i Harare, är en zimbabwisk idrottsledare och tidigare simmare. Hon tillhörde under 2000-talets första decennium världseliten i ryggsim och medleysim.
Coventry blev vald till internationella olympiska kommitténs ordförande den 20 mars 2025. Hon blev därmed den yngsta personen någonsin på posten och den första kvinnan,  hon tillträdde den 23 juni 2025.

## Karriär
Coventry deltog redan vid de olympiska sommarspelen 2000 i Sydney, Australien, som då fortfarande gick i high school och blev då den första simmare från Zimbabwe att nå en olympisk semifinal. Fyra år senare deltog hon även i de olympiska sommarspelen 2004 i Aten, Grekland, där hon vann sin första olympiska guldmedalj på 200 meter ryggsim. På 100 meter ryggsim slutade hon tvåa efter den amerikanskan Natalie Coughlin, men förre fransyskan Laure Manaudou som slutade trea. Dessutom blev det en bronsmedalj för Coventry på 200 meter medley.
Säsongen 2005 vid Världsmästerskapen 2005 i Montréal, Kanada blev en stor framgång för Coventry, där det blev storslam i ryggsim med guld på både 100 och 200 meter ryggsim. Dessutom blev det även två silvermedaljer på 200 och 400 meter medley. 
Men i Världsmästerskapen 2007, som arrangerades i Melbourne, Australien blev däremot ett misslyckande, där hon inte lyckades försvara ett enda VM-guld. På 200 meter ryggsim blev det en silvermedalj efter amerikanskan Margaret Hoelzer. På 100 meter ryggsim blev det bara en fjortonde plats för henne, vilket innebar att hon inte lyckades kvalificera sig till final. Under samma år var Coventry med i de afrikanska mästerskapen i Alger, där hon vann hela sju guld samt ett individuellt silver. 
Året därpå var Coventry även med i Världsmästerskapen på kortbana i Manchester, Storbritannien, där hon tog fyra guldmedaljer. Dels på 100 och 200 meter ryggsim och dels på 200 och 400 meter medley. Vid olympiska sommarspelen 2008 vann Coventry fyra medaljer varav ett guld.
Zimbambes president Robert Mugabe har kallat henne för en guldflicka och belönat henne med 100 000 dollar för hennes framgångar i sommar OS 2008.

## Efter simkarriären
Coventry blev 2013 IOK-ledamot på ett mandat från de aktivas råd och blev ordinarie medlem sedan 2021. År 2025 valdes hon till ordförande för IOK och blev därmed den yngsta personen någonsin på posten och den första kvinnan.
Hon har varit Zimbabwes idrottsminister sedan 2018.

## Medaljer
Utöver medaljsammanställningen

### Samväldesspelen 2002
- Guld i 200 m medley  (2:14.53)

### All-Africa Games 2007
- Guld i 200 m medley (2:13.02) CR
- Guld i 400 m medley (4:39.91) CR
- Guld i 50 m frisim (26.19)
- Guld i 800 m frisim (8:43.89) CR
- Guld i 50 m ryggsim (28.89) AR
- Guld i 100 m ryggsim (1:01.28) CR
- Guld i 200 m ryggsim (2:10.66) CR
- Silver i 100 m bröstsim (1:11.86)
- Silver i 4x100 m medley (4:21.60) NR
- Silver i 4x200 m frisim (8:38.20) NR

### All-Africa Games 2011
- Fyra guld
- Fyra silver

### All-Africa Games 2015
- Tre guld
- Ett brons

## Världsrekord
Coventry har totalt slagit fyra världsrekord i simning.
På världsmästerskapet på kortbana 2008 lyckades Coventry slå den före detta amerikanskan Allison Wagners femton år gamla världsrekord på 200 meter medley. Under 2008 lyckades hon även slå världsrekordet på 200 meter ryggsim på såväl kortbana som långbana. Världsrekordet på långbana hade stått sig i hela sjutton år innan Coventry slog till med tiden 2:06,39 i februari. Slutligen slog Coventry till med världsrekord på 400 meter medley under VM 2008.